# 징지100
징지100(중국어: 京基100) 또는 킹키 금융 센터 플라자(영어: Kingkey Finance Center Plaza)는 중국 선전에 있는 초고층 마천루이다.
외국에서는 킹키 100(Kingkey 100) 혹은 KK100이라는 이름으로 많이 알려져 있다. 지상 100층, 441.8m의 마천루로, 2016년 준공된 핑안 국제금융센터에 이어 선전에서 2번째로 높다.

## 내부 시설
징지 100은 KK몰이라는 이름이 붙은 지하 상가, 전망대, 아파트, 오피스, 호텔 등 다양한 역할을 하게 된다.

## 갤러리

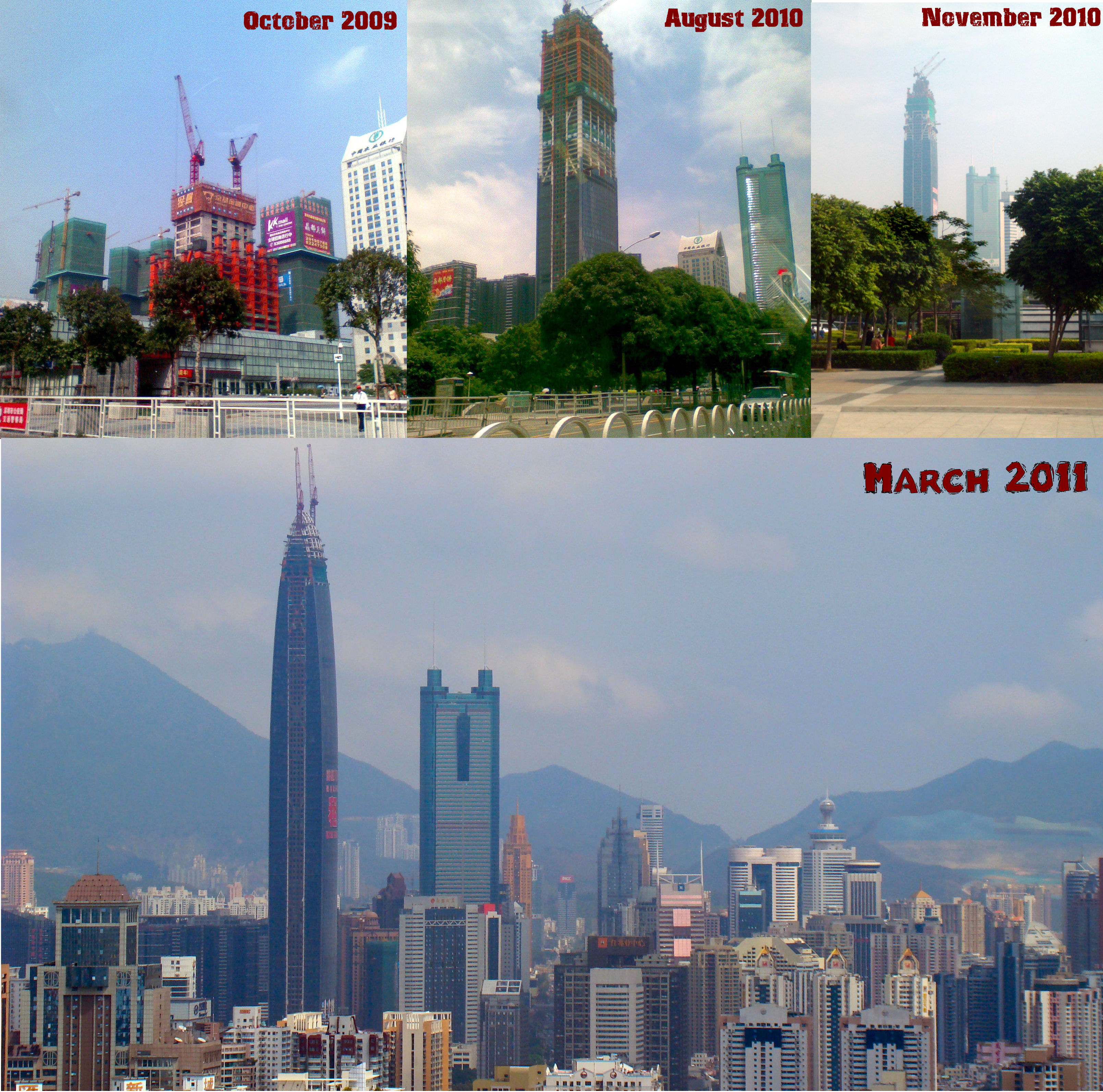
KK100의 건축 과정
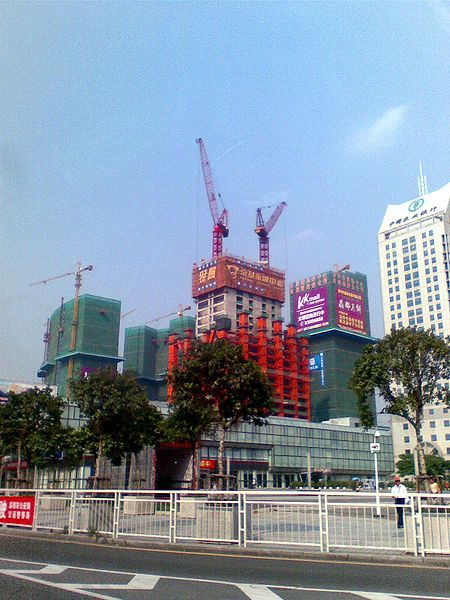
2009년 12월
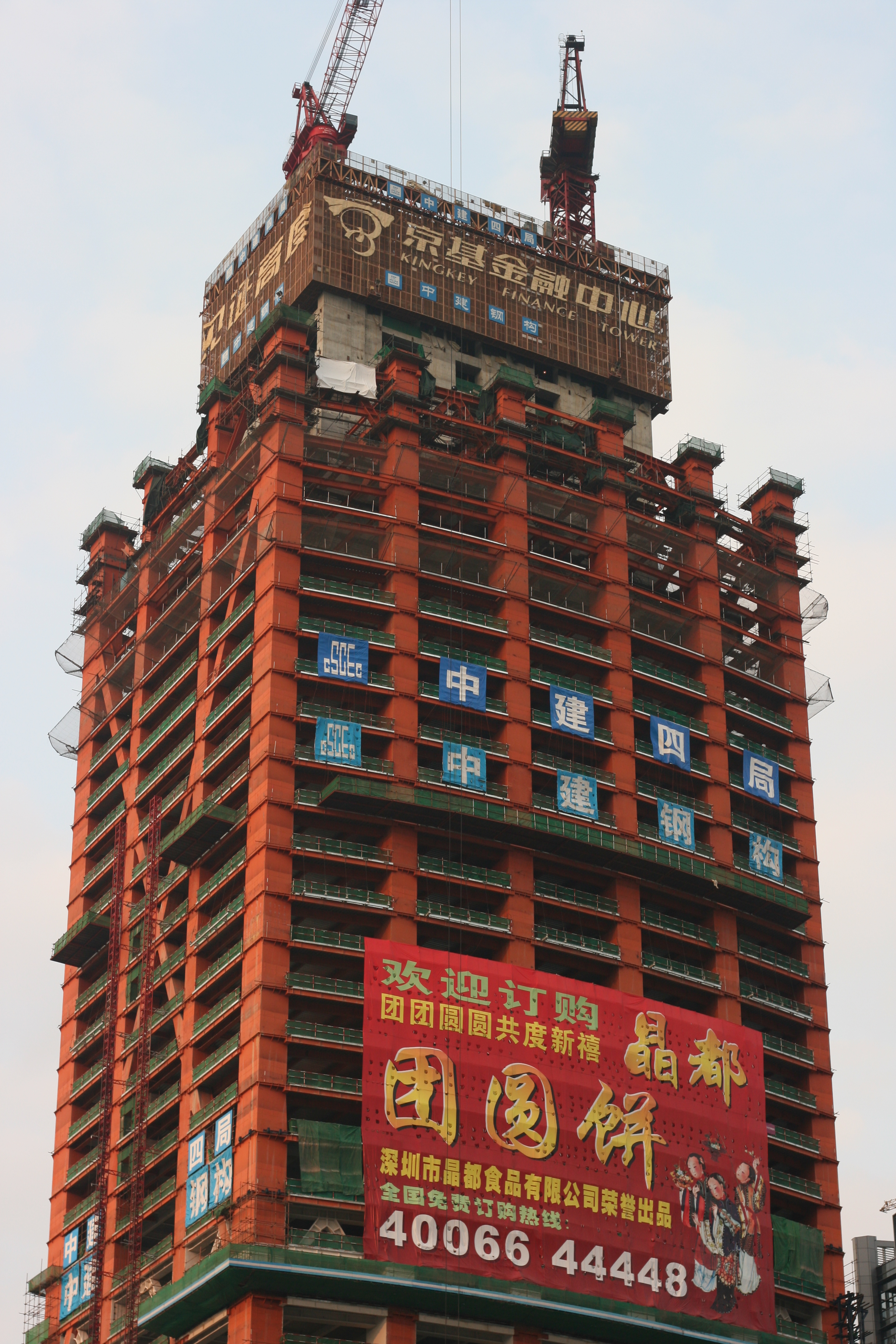
2010년 2월
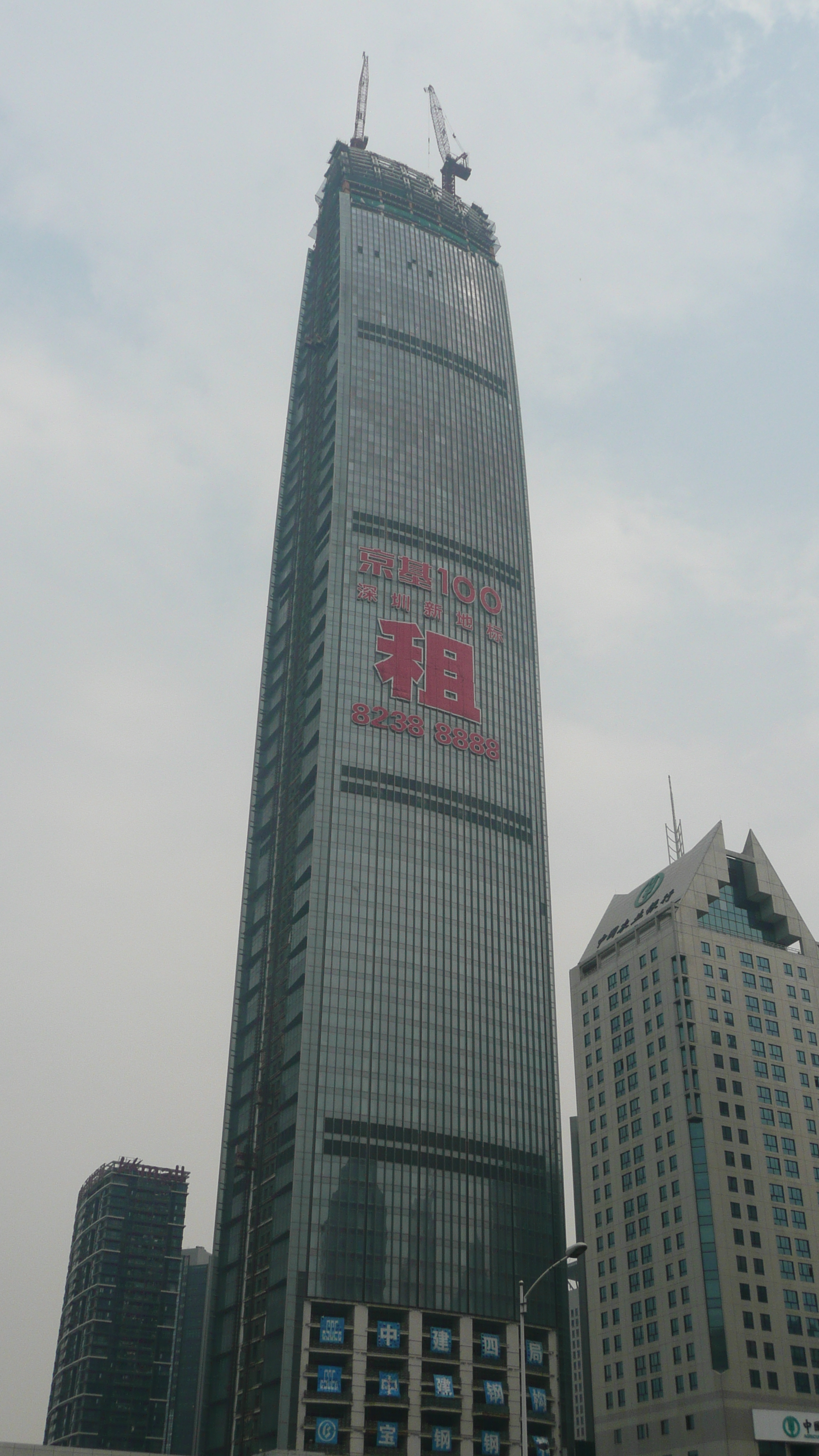
2011년 3월
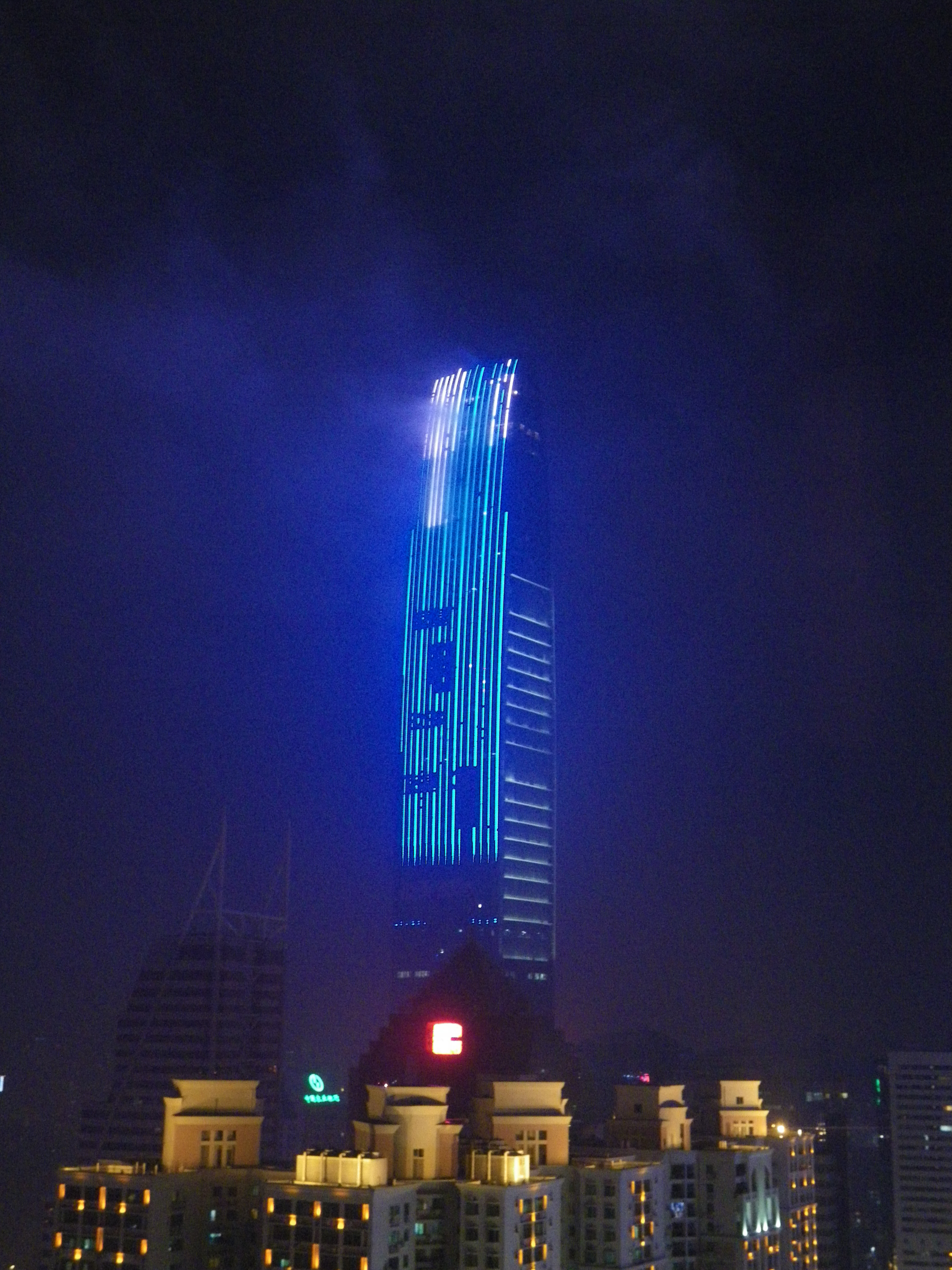
2011년 9월 KK100의 야경

## 같이 보기
- 핑안 파이낸스 센터
- 션힝 스퀘어
- 마천루 목록
- 아시아의 마천루 목록
- 중화인민공화국의 마천루 목록
- 100층 이상의 마천루 목록
- 위키미디어 공용에 징지100 관련 미디어 분류가 있습니다.